# 암스트래드 CPC
암스트래드 CPC(Amstrad CPC, "Colour Personal Computer"의 약어)는 암스트래드가 1984년부터 1990년까지 생산했던 8비트 가정용 컴퓨터이다. CPC는 컬러 퍼스털 컴퓨터(Colour Personal Computer)의 줄임말이다.
코모도어 64와 ZX 스펙트럼가 지배하던 1980년대 중반 가정용 컴퓨터 시장에서 경쟁하기 위해 설계되었다. 스펙트럼은 주로 영국, 프랑스, 스페인 및 유럽의 독일어권 지역에서 성공적으로 자리를 잡았다.
이 시리즈는 총 6개의 서로 다른 모델을 탄생시켰다. CPC 464, CPC 664 및 CPC 6128은 유럽 가정용 컴퓨터 시장에서 매우 성공적인 경쟁자였다. 하드웨어 업데이트를 통해 시스템의 수명을 연장하기 위한 이후의 464 플러스 및 6128 플러스는 플러스 하드웨어를 GX4000과 같은 게임 콘솔에 다시 패키징하려는 시도와 마찬가지로 상당히 덜 성공적이었다.
CPC 모델의 하드웨어는 자일로그 Z80A CPU를 기반으로 하며 64KB 또는 128KB RAM으로 보완된다. 키보드 속의 컴퓨터 디자인은 컴팩트한 카세트 데크나 3인치 플로피 디스크 드라이브 등 통합 저장 장치를 특징으로 한다. 메인 유닛은 메인 유닛의 전원 공급 장치 역할을 하는 컬러, 녹색 화면 또는 흑백 모니터와 함께 번들로 판매되었다. 또한 외부 디스크 드라이브, 프린터, 메모리 확장과 같은 광범위한 자사 및 타사 하드웨어 확장을 사용할 수 있다.
CPC 시리즈는 주로 비디오 게임 플레이에 사용되는 다른 가정용 컴퓨터와 비교하여 강력한 게임 소프트웨어 공급을 누렸다. 전용 모니터를 갖춘 완전한 컴퓨터 시스템의 비교적 저렴한 가격, 고해상도 흑백 텍스트 및 그래픽 기능, CP/M 소프트웨어 실행 가능성은 비즈니스 사용자에게 시스템을 매력적으로 만들었다. 이는 다양한 응용 소프트웨어에 반영되었다.
CPC 시리즈는 출시 기간 동안 300만 대 정도 판매되었다.